# Henri de Franquetot, duc de Coigny

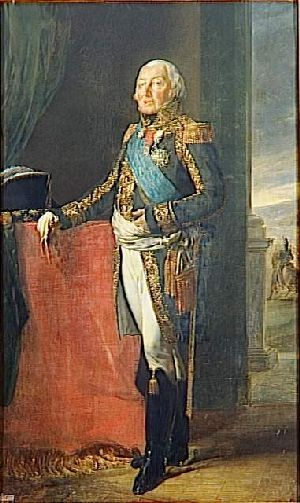
Marie-François-Henri de Franquetot (1737–1821)

Marie-François-Henri de Franquetot, duc de Coigny (* 28. März 1737 in Paris; † 19. Mai 1821 ebenda) war Marschall von Frankreich.

## Leben
Henri de Franquetot war der Sohn von Jean Marquis de Coigny (* 1702). Dieser starb 1748 starb in einem Duell. Sein Großvater, der Herzog von Coigny (1670–1759), übergab ihm 1756 die Verwaltung seines Besitzes.
Henri de Franquetot trat im Alter von 15 Jahren den Musketieren bei. Am Siebenjährigen Krieg nahm er als Kavalleriegeneral teil. Er kämpfte in der Schlacht bei Hastenbeck, der Schlacht bei Minden und der Schlacht bei Krefeld. Er war von 1771 bis 1783 Colonel général der Dragoner, ein Amt das auch schon sein Großvater innegehabt hatte. Ab 1772 war er Gouverneur von Cambrai. Nach dem Ausbruch der Französischen Revolution kämpfte er in der Armee der Emigranten. Später trat er in portugiesische Dienste. Nach dem Sturz Kaiser Napoleons kehrte er nach Frankreich zurück und wurde Pair und 1816 Marschall von Frankreich.
Er wurde im Caveau des Gouverneurs der Cathédrale Saint-Louis-des-Invalides in Paris beigesetzt.